# Biskupi Dżuby
Biskupi Dżuby – rzymskokatoliccy biskupi archidiecezji Dżuby w Sudanie Południowym. Ich kościołem katedralnym jest Katedra Świętej Teresy, znajdująca się w Dżubie. 

## Ordynariusze Dżuby
| Godność                      | od                   | do              |
| ---------------------------- | -------------------- | --------------- |
| Giuseppe Zambonardi F.S.C.J. | 1 lutego 1928        | 1938            |
| Stephen Mlakic F.S.C.J.      | 21 października 1938 | 1950            |
| Sisto Mazzoldi F.S.C.J.      | 8 lipca 1950         | 22 marca 1965   |
| Ireneus Wien Dud             | 12 grudnia 1974      | 28 czerwca 1982 |
| Paulino Lukudu Loro F.S.C.J. | 19 lutego 1983       | 12 grudnia 2019 |
| Stephen Ameyu Mulla          | 12 grudnia 2019      |                 |